# Campeonato Europeo de Waterpolo Masculino de 1993
El XXI Campeonato Europeo de Waterpolo Masculino se celebró en Sheffield (Reino Unido) entre el 29 de julio y el 8 de agosto de 1993, bajo la organización de la Liga Europea de Natación (LEN) y en el marco de los Campeonatos de Europa de Natación de ese mismo año.

## El camino de Italia hacia el título
|  | Italia | 9 - 8   | Alemania |                                          |                                          |
|  |        | Reporte |          | Asistencia: ? espectadores Árbitro(s): ? | Asistencia: ? espectadores Árbitro(s): ? |

|  | Italia | 13 - 7  | Croacia |                                          |                                          |
|  |        | Reporte |         | Asistencia: ? espectadores Árbitro(s): ? | Asistencia: ? espectadores Árbitro(s): ? |

|  | Italia | 9 - 8   | Rusia |                                          |                                          |
|  |        | Reporte |       | Asistencia: ? espectadores Árbitro(s): ? | Asistencia: ? espectadores Árbitro(s): ? |

|  | Italia | 10 - 11 | Rumania |                                          |                                          |
|  |        | Reporte |         | Asistencia: ? espectadores Árbitro(s): ? | Asistencia: ? espectadores Árbitro(s): ? |

|  | Italia | 14 - 7  | Ucrania |                                          |                                          |
|  |        | Reporte |         | Asistencia: ? espectadores Árbitro(s): ? | Asistencia: ? espectadores Árbitro(s): ? |

|  | Italia | 10 - 9  | España |                                          |                                          |
|  |        | Reporte |        | Asistencia: ? espectadores Árbitro(s): ? | Asistencia: ? espectadores Árbitro(s): ? |

|  | Italia | 11 - 9  | Hungría |                                          |                                          |
|  |        | Reporte |         | Asistencia: ? espectadores Árbitro(s): ? | Asistencia: ? espectadores Árbitro(s): ? |

## Medallero
|        |         |        |
| Italia | Hungría | España |

- Datos: Q741824